# Golfinho-pintado-pantropical
O golfinho-pintado-pantropical (nome cientifico: Stenella attenuata) é um pequeno cetáceo pertencente à família Delphinidae. São adaptados e encontrados em abundância nos oceanos atlântico, indico e pacífico. Fazem parte da ordem Cetacea e subordem odontocetos. Está espécie é atualmente uma das mais representativas entre os cetáceos, ficando atrás apenas do golfinho-nariz-de-garrafa (Tursiops truncatus).
Pertencem ao gênero Stenella juntamente com outras quatro espécies e são divididas em duas subespécies: S. a. attenuata (offshore) e a S. a. graffmani (inshore). Uma das características que abrange este gênero é a presença de rostro longo e delgado.
Os golfinhos-pintados pantropicais são principalmente criaturas de zonas tropicais oceânicas. Como o nome indica, esses animais estão distribuídos geograficamente em todos os oceanos, entre cerca de 40° N e 40° S, embora sejam muito mais abundantes nas porções de latitude mais baixas de sua distribuição.
De acordo com a IUCN (União Internacional para Conservação da Natureza) o status de conservação dessa espécie é considerada “least-concern” (pouco preocupante) podendo ser encontrado atualmente cerca de 2,5 milhões destes golfinhos em águas temperadas, tropicais e subtropicais ao redor do mundo. Porém, houve um período em que essa espécie estava ameaçada devido a morte de milhões de indivíduos em redes de cerco de atum, mesmo sob fiscalização da legislação, a pesca com redes de cerco ainda é a principal responsável pelo desaparecimento dessa espécie.

## Etimologia
O golfinho-pintado-pantropical é a junção das palavras golfinho, pintado e pantropical, vem do termo "Golfinho" e origina-se do grego delphís, através do termo latino delphinu.  O golfinho-pintado é o mais utilizado para se referir as espécies Stenella attenuata e Stenella frontalis, pintado é uma alusão as pintas que apresentam pelo corpo e o pantropical vem do grego: pan “todos” e é um termo utilizado aos indivíduos que habitam em qualquer região dos trópicos.

## Descrição e características
O golfinho-pintado-Pantropical, teve sua descrição divulgada pela primeira vez em 1846, juntamente com os estudos do zoologista John Gray. A análise inicial das pesquisas de Gray foi incluído as pesquisas sobre o golfinho-pintado-do-Atlântico (Stenella frontalis), junto com os estudos do stenella attenuata, mas logo foram observados e estudados separadamente. É um delfinídeo membro da família Delphinidae. Esse golfinho pode ser identificado externamente por seu longo bico nitidamente demarcado no melão e corpo delgado. Nos adultos pode ser observado a presença de manchas, já nos golfinhos recém-nascidos não há presença dessas manchas ao longo do corpo. Essas manchas escuras começam a aparecer ventralmente à medida que esse animal envelhece, mais especificamente assim que o animal entra na fase juvenil. Animais quase adultos e alguns adultos jovens têm grandes manchas discretas ou sobrepostas tanto dorsalmente, onde são mais claros quanto ventralmente onde são mais escuros. Nos adultos, as manchas ventrais se fundem e desbotam para um cinza médio, e as manchas dorsais claras se intensificam.

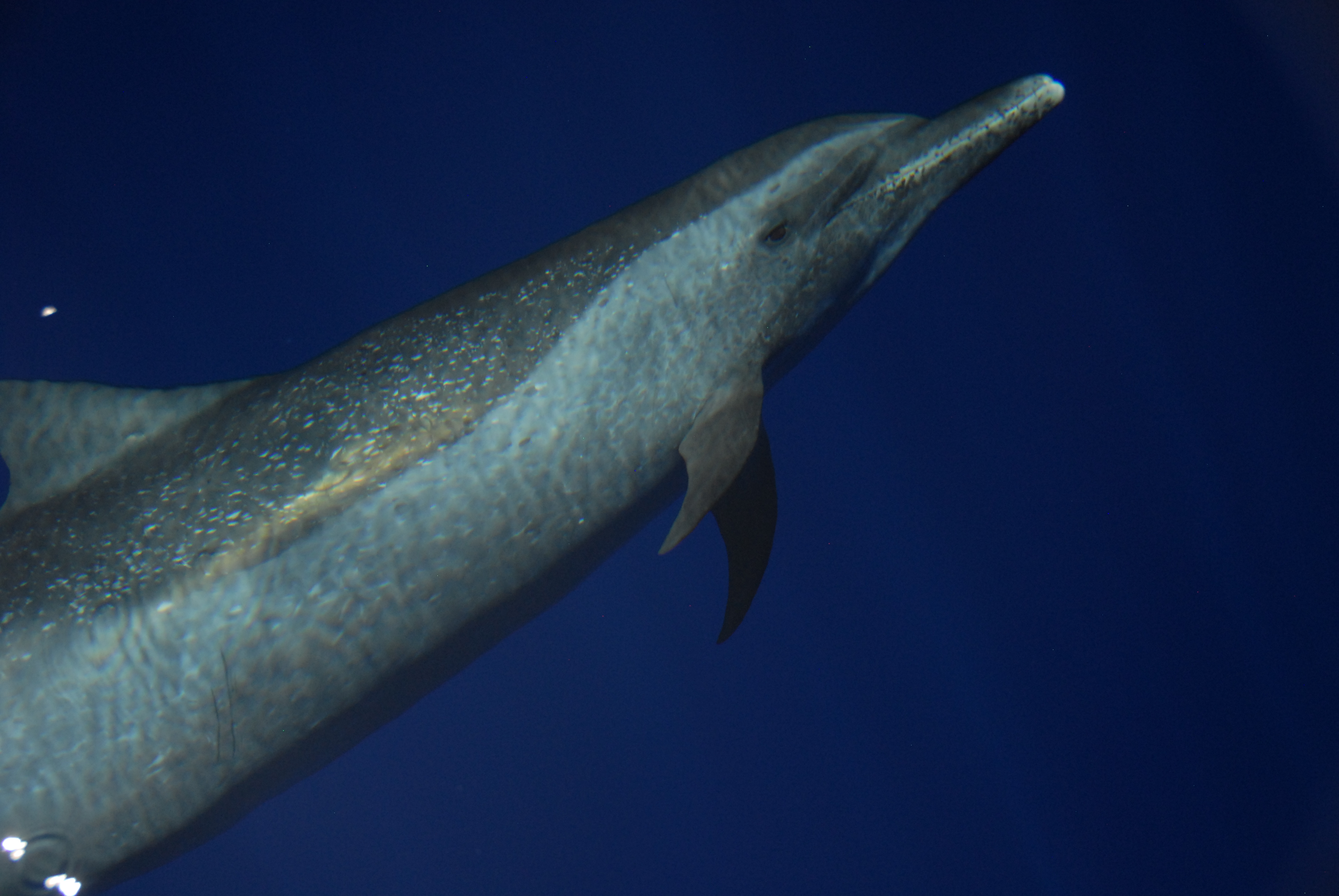
Golfinho-pintado-pantropical

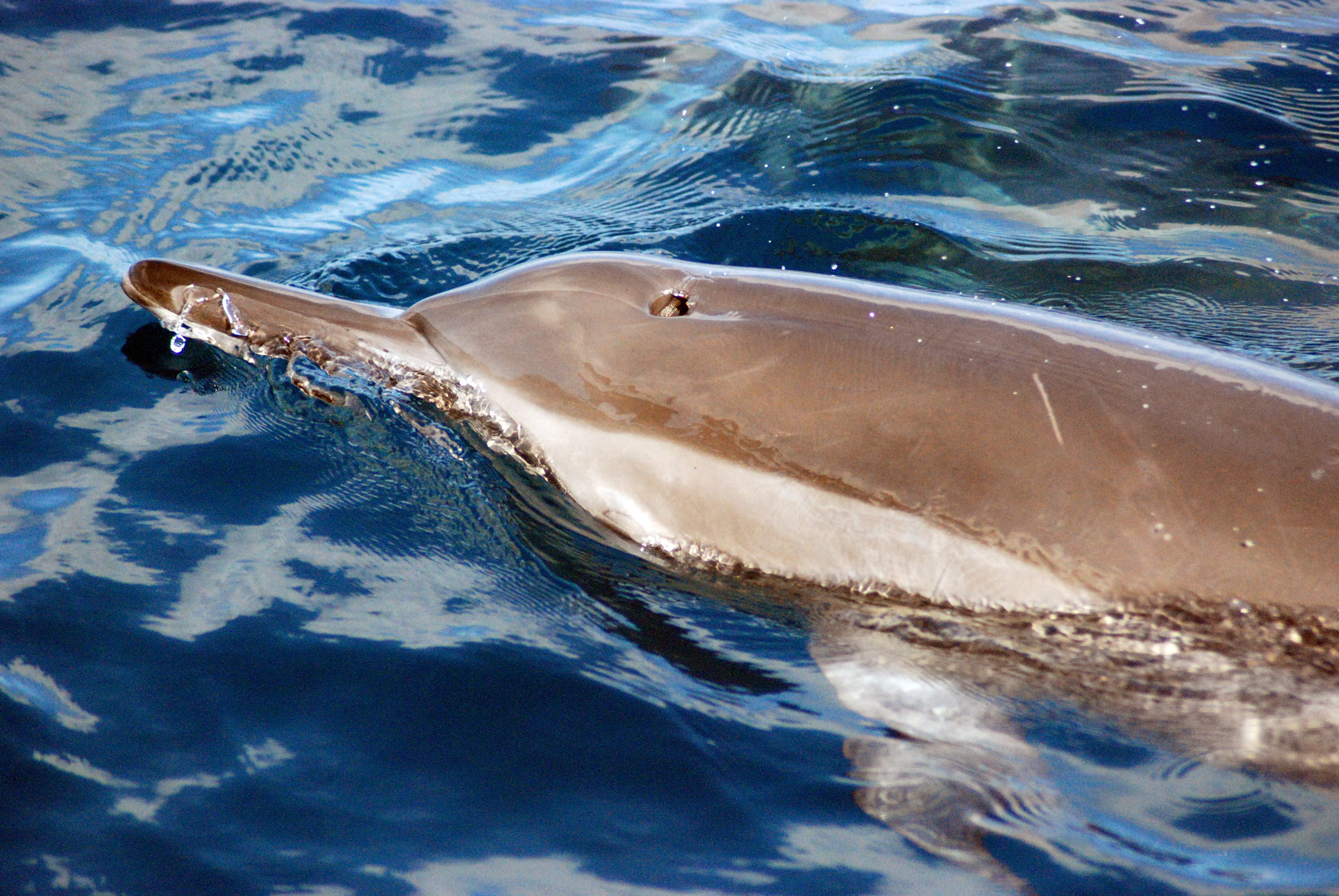
Local de respiração do S.attenuata.

O golfinho-pintado tem entre 35 a 40 dentes pequenos e arredondados em cada lado da mandíbula superior e inferior. Possui nadadeiras peitorais, localizadas nas laterais e uma barbatana dorsal na parte central das costas. O local usado para respiração e comunicação, está localizado no topo da cabeça. Isso ocorre por conta desses animais possuírem uma fina camada de gordura e pequenas quantidades de energia armazenada, por isso come alimentos de alto valor energético para compensar a baixa energia.

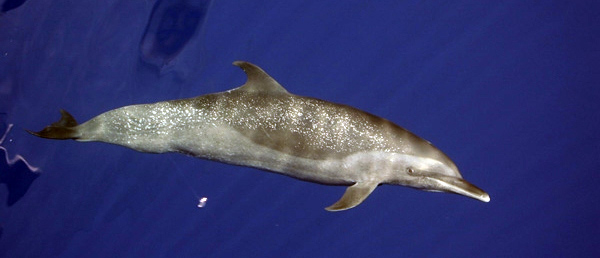
Corpo do S.attenuata.

O golfinho-pintado podem ter características semelhantes com algumas espécies diferentes de bico longo e presentes nas áreas dos trópicos, podendo ser muito difícil distingui-los no mar. Os golfinhos-pintados-pantropicais costumam ser confundidos principalmente com os golfinhos-rotadores (Stenella longirostris) que podem ser distinguidos por diferenças na forma da nadadeira dorsal, o comprimento do bico e o padrão de cor. Além dos golfinhos-pintados-do-Atlântico, os golfinhos-nariz-de-garrafa (Tursiops truncatus), e os golfinhos corcundas (Sousa chinensis), mas geralmente são distinguíveis pelas diferenças na forma e no tamanho do corpo.
O golfinho-pintado-Pantropical tem diferença no tamanho em relação ao sexo do animal, onde as fêmeas adultas têm cerca de 1,6 a 2,4 m e os adultos machos cerca de 1,6 a 2,6 m. Os animais das populações da subespécie offshore podem pesar até pelo menos 120 kg, mas são menores do que os de populações costeiras. Ao nascer, os golfinhos-pintados-pantropicais têm cerca de 85 cm a 0,9 m de comprimento.

### Subespécies
Atualmente são reconhecidas duas subespécies: O golfinho-pintado-offshore (Stenella attenuata attenuata) que são encontrados em águas tropicais oceânicas e o golfinho-pintado-costeiro (Stenella attenuata graffmani), encontrados ao longo da costa do Pacífico do México e da América Central. Essa última subespécie está relacionada à muitas das espécies com as quais compartilham sua distribuição e muitas vezes formam grandes grupos de espécies mistas. 
No golfinho-pintado-offshore suas manchas são bem claras ou até mesmo inexistente nesses animais. Essa característica é suficiente para não o confundir com os golfinhos costeiros. Possui também nos lados inferiores, no ventre e nos lábios dos adultos a cor cinzenta e a ponta do bico tendem a ser branco. Uma faixa cinza escuro circunda o olho e continua em frente ao ápice do melão e também há uma faixa escura de abertura para nadadeira. No Pacífico oriental, as subespécies S. a. graffimani, S. a. attenuata, habitam as massas de água tropicais, equatoriais e subtropicais do Sul, sendo mais abundantes em águas com a profundidade de 50 m ou menos, e uma temperatura de superfície superior a 25 °C.  

## Ecologia e distribuição geográfica

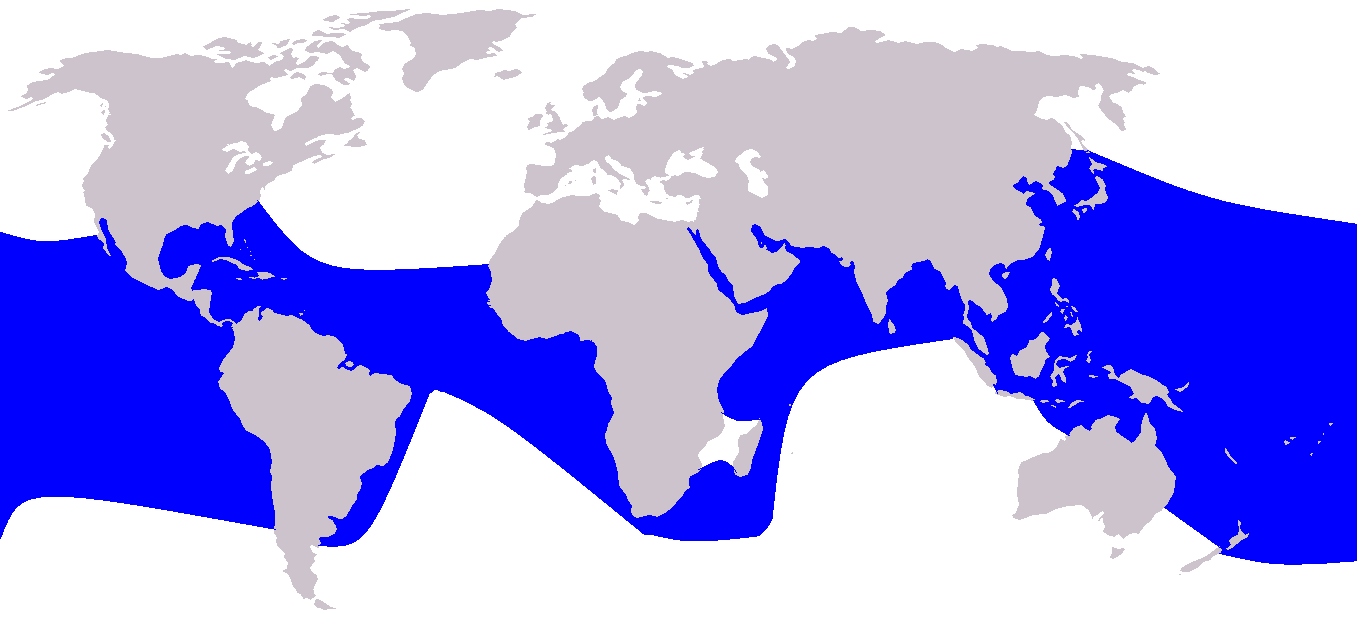
Mapa de distribuição geográfica Stenella attenuata.

Os golfinhos-pintados-pantropicais são animais de zonas tropicais oceânicas. Como o nome indica, essa espécie é encontrada em todos os oceanos, e estão limitados a latitudes entre 40° N e 40° S, embora sejam muito mais abundantes nas porções de latitude mais baixas de sua distribuição. Eles são encontrados principalmente em águas profundas ao largo da costa, embora possam ser observados ao redor de ilhas oceânicas ou de outras costas onde há águas profundas próximas à costa como na América Central e México, Ilhas Havaianas, Taiwan e Filipinas.

### Alimentação
O Stenella attenuata começa sua alimentação com a amamentação, onde, dependendo da espécie, varia de 6 meses a 12 meses. Após o desmame os golfinhos-pintados-pantropical se alimentam principalmente de pequenos peixes de cardume, perto da superfície do oceano e às vezes de lulas ou crustáceos que vivem em uma densa camada. Onde essas várias espécies diferentes de pequenos animais marinhos descem durante o dia e sobem em direção à superfície ao anoitecer para se alimentar de plâncton.
Essa dieta associa os golfinhos-pantropicais com diversas outras espécies, como, por exemplo, os golfinhos rotadores e outros predadores oceânicos que se alimentam das mesmas presas do golfinho-pintado-pantropical.
As fêmeas em lactação, por sua vez, comem significativamente mais peixes do que os golfinhos-pintados que estão prenhas ou normais. Isso provavelmente é devido ás fêmeas em lactação requererem mais energia do que golfinhos normais e grávidas, que necessitam de mais proteínas e também mais energia que são obtidas comendo peixe, em vez de comer a mesma massa de lula. Além disso, os peixes também contêm mais vitaminas, que auxiliam na lactação e apresentam menor teor de água, o que impede a perda adicional de água da fêmea em lactação.

### Reprodução

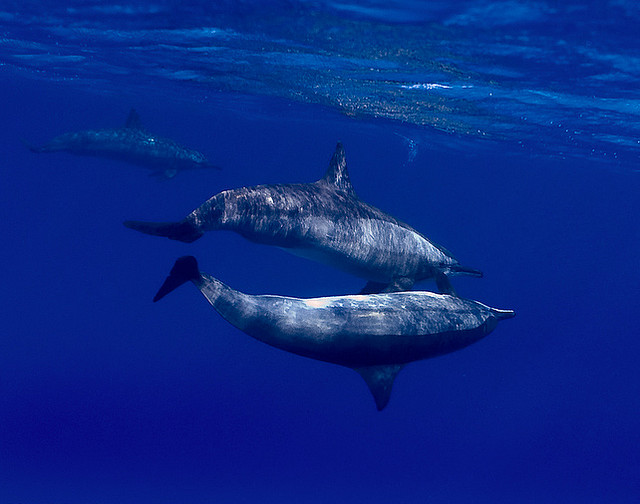
Reprodução do Stenella attenuata.

A reprodução do golfinho-pintado-pantropical, vária de acordo com sua idade sexual e localização. As fêmeas dessa espécie que estão localizadas ao longo da costa do norte possuem sua idade média de maturidade sexual mais elevada que das fêmeas presentes na costa do sul, estimula-se 11 anos a mais que as do sul, onde a idade média de maturidade sexual é com 9 anos. Já a idade média sexual dos machos dessa espécie é de 14 anos.

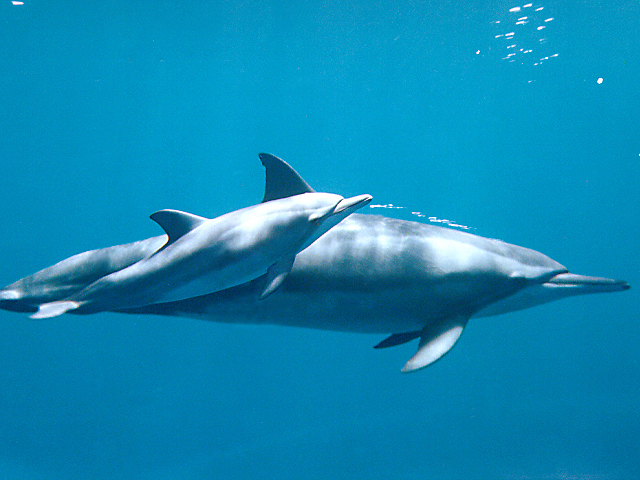
Stenella attenuata: mãe e filhote.

O golfinho-pintado-pantropical se reproduz durante todo o ano e seu período de gestação dura em média 12 meses (1 ano). Esses golfinhos não possuem uma época certa para o nascimento dos filhotes, porém, se observa que o número de nascimentos tem um aumento nos meses de primavera e outono.  
O intervalo de reprodução entre esses golfinhos, varia de acordo com sua localização, onde nos oceanos do pacifico esse intervalo dura cerca de 26 a 36 meses e na região do Indico é aproximadamente 48 meses. O período de amamentação dura cerca de 1 ano e em alguns casos podem durar mais tempo e geralmente essas fêmeas dão à luz apenas um filhote por vez.

### Comportamento

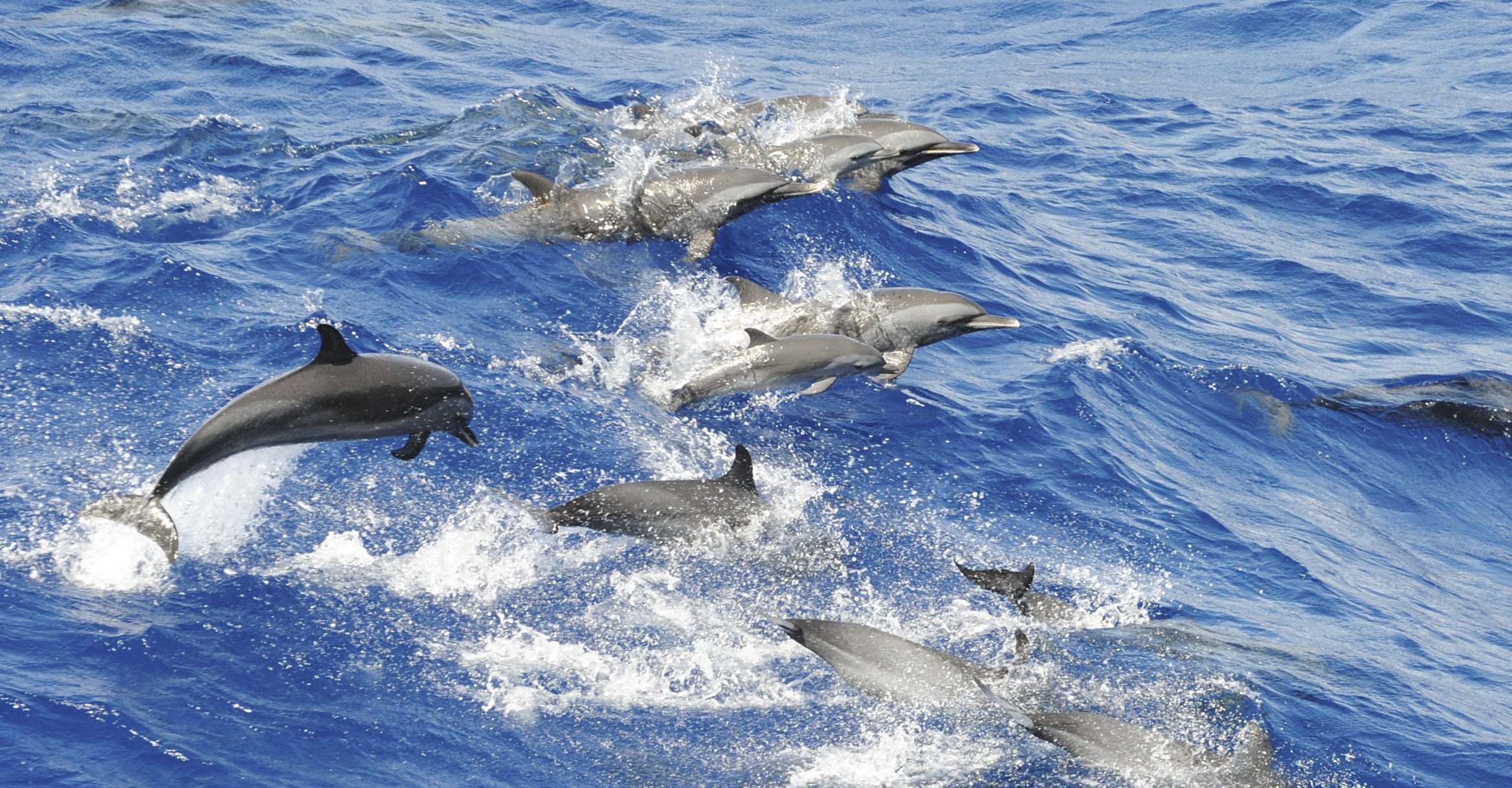
Cardume do golfinho-pintado-pantropical.

Os golfinhos são dos poucos mamíferos que passam toda a sua vida dentro da água, característica que interfere no seu comportamento. Alguns são solitários e outros formam grupos bastante numerosos, nadando em grupos de vários indivíduos de golfinhos. Os cardumes offshore tendem a ser maiores em número do que os dos golfinhos costeiros. Durante a idade de dois anos, esses golfinhos viajam com outros animais jovens até atingirem a maturidade sexual. Nesse momento, eles voltam ao local de origem para a reprodução.

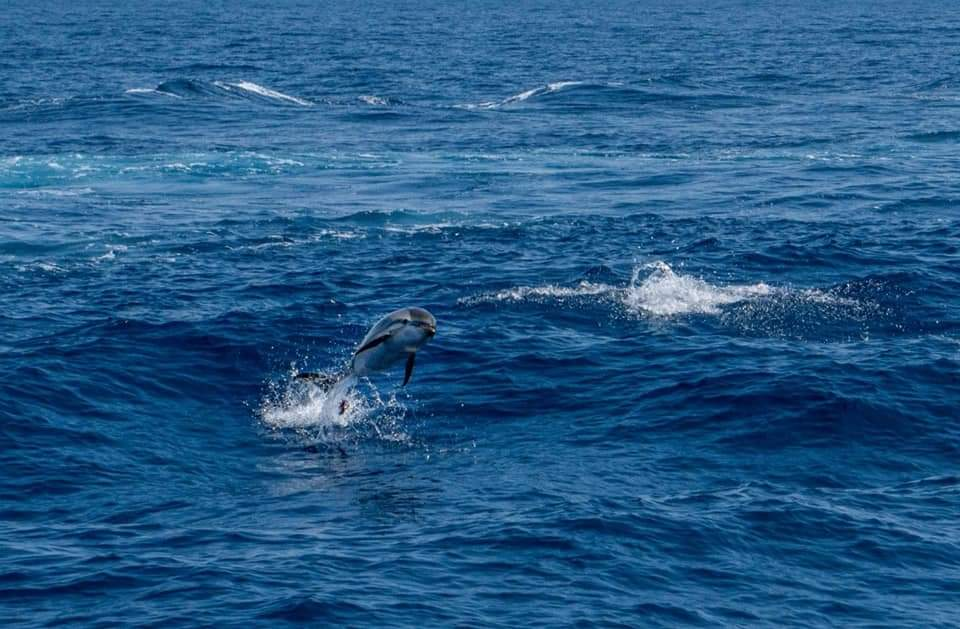
S.attenuata saltando.

Os Stenella attenuata fêmeas se reproduzem durante o ciclo estro. Uma curiosidade é que esses dois eventos de separação de idade e gênero não parecem ocorrer nas águas tropicais do Pacífico. O golfinho-pintado costuma se associar a outras espécies diferentes como o atum albacora. É um animal extremamente rápido, e capaz de nadar cerca de 22 a 28 km/h. É também uma espécie acrobática, possuindo a capacidade de saltar grandes alturas, e uma outra característica comportamental desses golfinhos é a utilização da ecolocalização para localizar seu alimento.

## Ameaças na conservação
O golfinho-pantropical, apesar de ser considerado um dos mais numerosos golfinhos nas águas dos trópicos. Ainda sofrem muitas ameaças induzidas pelos humanos, devido ás capturas diretas na pesca com arpões e redes de cerco de atum. Os pescadores procuram esses golfinhos na superfície da água, com a intenção de pescar esses cardumes, visto que, esses golfinhos têm uma interação frequente associação com os cardumes de atum. E consequentemente, os golfinhos acabam por serem pescados juntamente com esses cardumes.  
Entre as décadas de 60 e 70, mais de três milhões de indivíduos foram mortos nas redes de pesca do atum, desde então, foram tomadas várias medidas para resolver essas altas taxas de mortalidade, incluindo assim, mudanças na estrutura dessas redes, que permitem esses golfinhos escaparem mais facilmente. Assim, as mortes relatadas acabaram por ter um declínio significativo, onde são notificados apenas a morte de alguns indivíduos por ano.
Porém, ainda há uma preocupação, devido ás populações desses golfinhos-pintados não estarem se recuperando tão rapidamente quanto se esperava. Consequência da interação com a pesca de atum, que mesmo não sendo mais tão fatais pra essa espécie, ainda causa estresse que acaba interferindo na sua capacidade de reprodução.

## Estado de conservação da espécie
De acordo com dados da IUCN, atualmente essa espécie está caracterizada no estatuto de baixa preocupação pela Lista Vermelha de espécies ameaçadas e está no Apêndice II da Convenção sobre Espécies Migratórias CMS.

## Leituras adicionais
- Pantropical Spotted Dolphin by William F. Perrin in Encyclopedia of Marine Mammals pp. 865–867. ISBN 978-0-12-551340-1
- Whales Dolphins and Porpoises, Mark Carwardine, Dorling Kindersley Handbooks, ISBN 0-7513-2781-6
- National Audubon Society Guide to Marine Mammals of the World, Reeves, Stewart, Clapham and Powell, ISBN 0-375-41141-0
- Variation of spotted and spinner porpoise (genus Stenella) in the Eastern Pacific and Hawaii William F. Perrin